# Fågelvik
Fågelvik is een plaats in de gemeente Värmdö in het landschap Uppland en de provincie Stockholms län in Zweden. De plaats heeft 140 inwoners (2005) en een oppervlakte van 46 hectare. Fågelvik ligt op het via bruggen met het vasteland verbonden eiland Ingarö en grenst direct aan een baai van de Oostzee. De overige directe omgeving van de plaats bestaat vooral uit rotsen en bos, ook grenst de plaats aan een golfbaan.